# 1990 en fantasy
| Années de la fantasy : 1987 - 1988 - 1989 - 1990 - 1991 - 1992 - 1993    |
| Décennies de la fantasy : 1960 - 1970 - 1980 - 1990 - 2000 - 2010 - 2020 |

L'année 1990 a été marquée, en matière de fantasy, par les événements suivants.

## Romans - Recueils de nouvelles ou anthologies - Nouvelles
- De bons présages (Good Omens, ou Good Omens: The Nice and Accurate Prophecies of Agnes Nutter, Witch), roman de Terry Pratchett et Neil Gaiman

- L'Aile du dragon (Dragon Wing), premier tome du cycle Les Portes de la mort de Margaret Weis et Tracy Hickman
- Portulans de l'imaginaire (Maps in a Mirror: The Short Fiction of Orson Scott Card), recueil de nouvelles d'Orson Scott Card
- The History of The Lord of the Rings 3: The War of the Ring, troisième tome d'une série de quatre livres édités par Christopher Tolkien
- Thomas le Rimeur (Thomas the Rhymer), roman d'Ellen Kushner
- Tigane (Tigana), roman de Guy Gavriel Kay